# Cantón Puebloviejo
El Cantón Puebloviejo es uno de los 13 cantones que conforman la provincia ecuatoriana de  Los Ríos. Su cabecera cantonal es la ciudad de Puebloviejo. Es denominado ‘El Corazón de Los Ríos’ por su ubicación puesto que, se encuentra en el centro de la provincia. Es el noveno cantón más poblado de la provincia  

## Ubicación geográfica
Está ubicado en el centro de la provincia de Los Ríos. Se encuentra a ocho metros de altitud, con una población aproximada de 40.961 habitantes y una extensión de 336.3 km². 

### Hidrografía
El río Puebloviejo atraviesa el cantón, con una serie de afluentes que lo nutren y una gran cantidad de esteros y riachuelos. 

### Clima
Su clima es cálido y húmedo; su temperatura varía entre 27 °C y 28 °C. En verano es fresco.

### Cantones limítrofes con Puebloviejo
| Noroeste: Cantón Vinces | Norte: Cantón Ventanas | Noreste: Cantón Ventanas |
| Oeste: Cantón Baba      |                        | Este: Ventanas           |
| Suroeste: Cantón Baba   | Sur: Cantón Babahoyo   | Sureste: Cantón Urdaneta |

## Gobierno municipal

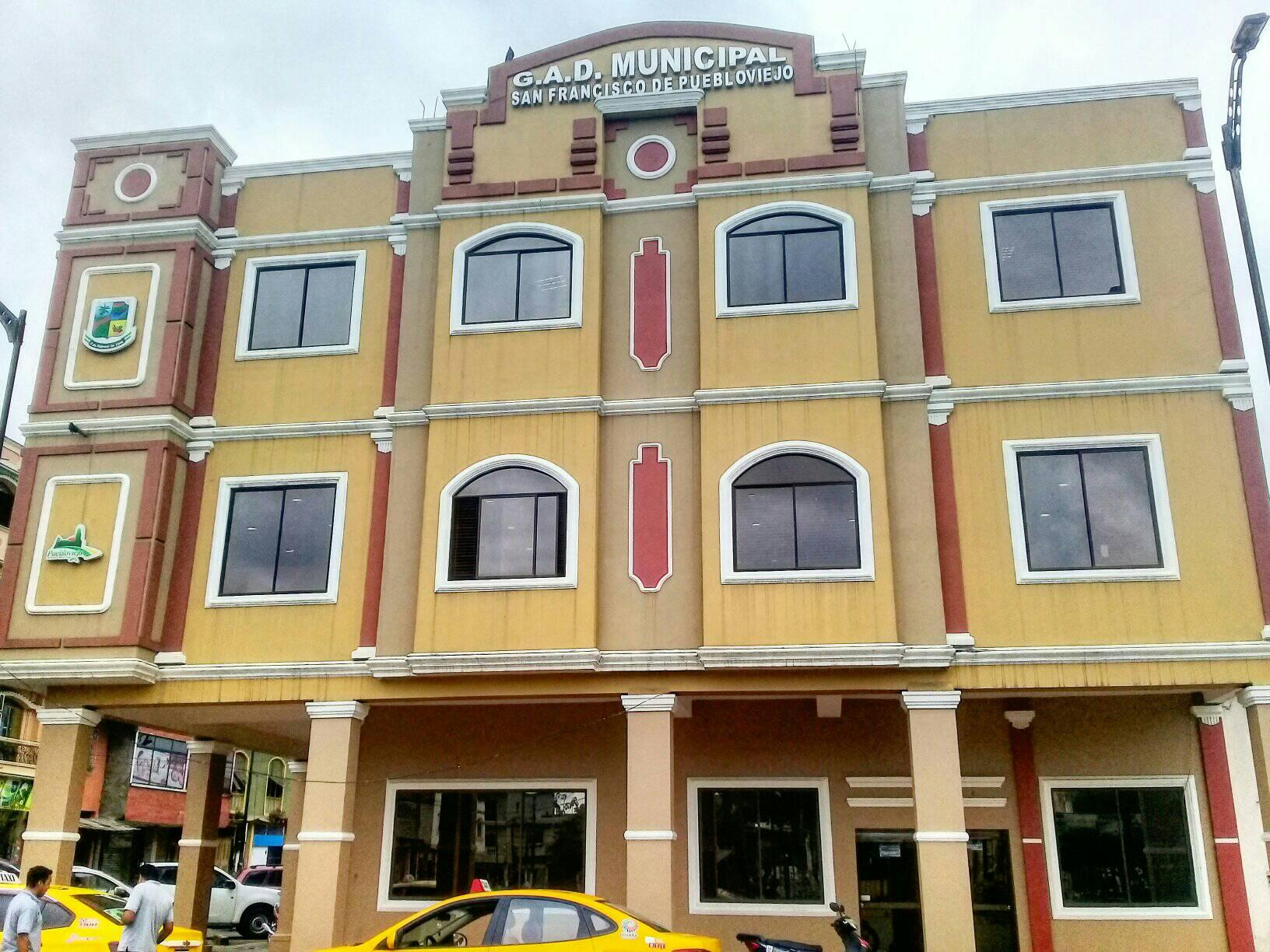
Sede del Gobierno municipal de Puebloviejo.

El cantón Puebloviejo, al igual que los demás cantones ecuatorianos, se rige por un gobierno municipal según lo estipulado en la Constitución Política Nacional. El Gobierno municipal de Puebloviejo es una entidad de gobierno seccional que administra el cantón de forma autónoma al gobierno central. 
El Gobierno municipal de Puebloviejo, se rige principalmente sobre la base de lo estipulado en los artículos 253 y 264 de la Constitución Política de la República y en la Ley de Régimen municipal en sus artículos 1 y 16, que establece la autonomía funcional, económica y administrativa de la entidad.

### Alcaldía
El poder ejecutivo de la ciudad es desempeñado por un ciudadano con título de alcalde de Puebloviejo, el cual es elegido por sufragio directo en una sola vuelta electoral sin fórmulas o binomios en las elecciones municipales. El vicealcalde no es elegido de la misma manera, ya que una vez instalado el Concejo Cantonal de Puebloviejo se elegirá entre los ediles un encargado para aquel cargo. El alcalde y el vicealcalde duran cuatro años en sus funciones, y en el caso del alcalde, tiene la opción de reelección inmediata o sucesiva. El alcalde es el máximo representante de la municipalidad y tiene voto dirimente en el concejo cantonal, mientras que el vicealcalde realiza las funciones del alcalde de modo suplente mientras no pueda ejercer sus funciones el alcalde titular.
El alcalde cuenta con su propio gabinete de administración municipal mediante múltiples direcciones de nivel de asesoría, de apoyo y operativo. Los encargados de aquellas direcciones municipales son designados por el propio alcalde.
Actualmente el alcalde de Puebloviejo es Marcos González Navarro.

### Concejo cantonal
El poder legislativo de la ciudad es ejercido por el Concejo Cantonal de Puebloviejo el cual es un parlamento unicameral que se constituye al igual que en los demás cantones mediante la disposición del artículo 253 de la Constitución Política Nacional. De acuerdo a lo establecido en la ley, la cantidad de miembros del concejo representa proporcionalmente a la población del cantón.
Puebloviejo posee siete concejales, los cuales son elegidos mediante sufragio (Sistema D'Hondt) y duran en sus funciones cuatro años pudiendo ser reelegidos indefinidamente. De los siete ediles, cinco representan a la población urbana mientras que dos representa a las zonas rurales. El alcalde y el vicealcalde presiden el concejo en sus sesiones. Al recién instalarse el concejo cantonal por primera vez los miembros eligen de entre ellos un designado para el cargo de vicealcalde de la ciudad.
Los miembros del concejo cantonal organizarán las distintas comisiones municipales conforme a lo preescrito en los artículos 85 y 93 de la Codificación de Ley Orgánica de Régimen municipal. Las comisiones están conformadas por los miembros principales y suplentes del concejo cantonal y por designados dentro de las diferentes instituciones públicas del cantón. Un concejal puede ser parte de más de una comisión.

## Organización Territorial
El cantón Puebloviejo consta de una parroquia urbana: Puebloviejo (cabecera cantonal), y dos parroquias rurales: Puerto Pechiche y San Juan. 
| División territorial/parroquia                                                                                           | Superficie (km²) | Población (hab.) |  |
| --- | ---------------- | ---------------- |  |
| Puebloviejo (cabecera cantonal)                                                                                          | 163,50           | 15 972           |  |
| Puerto Pechiche | 81,45            | 6 079            |  |
| San Juan | 91,47            | 21 768           |  |
| Total cantón | 336,42 km²       | 43 919 hab.      |  |
| Datos proporcionados por el Instituto Nacional de Estadísticas y censos sobre el Censo de Población y Vivienda del 2022. |                  |                  |  |